# Kreis Nagykálló
Der Kreis Nagykálló (ungarisch Nagykállói járás) ist ein Kreis im Süden des nordostungarischen Komitats Szabolcs-Szatmár-Bereg. Er grenzt im Westen und Norden an den Kreis Nyíregyháza, im Osten an den Kreis Nyírbátor. Dazwischen im Nordosten hat er mit dem Kreis Baktalórántháza eine kleine Grenze von ca. vier Kilometer. Im Süden schließlich grenzen die Kreise Nyíradony, Debrecen und Hajdúhadház vom Komitat Hajdú-Bihar an den Kreis Nagykálló.

## Geschichte
Der Kreis ging zur ungarischen Verwaltungsreform Anfang 2013 mit 8 von 9 Gemeinden seines Vorgängers, dem gleichnamigen Kleingebiet (ungarisch Nagykállói kistérség), hervor. Die Stadt Újfehértó gelangte zum Kreis Nyíregyháza.

## Gemeindeübersicht
Der Kreis Nagykálló hat eine durchschnittliche Gemeindegröße von 3.731 Einwohnern auf einer Fläche von 47,17 Quadratkilometern. Die Bevölkerungsdichte liegt unter dem Komitatswert. Der Verwaltungssitz befindet sich in der größten Stadt, Nagykálló, im Norden des Kreises gelegen.
| Gemeinde        | Status       | Herkunft Kleingebiet | Einwohnerzahl | Einwohnerzahl | Einwohnerzahl | Fläche (km²) | Bevölkerungs- dichte (Ew./km²) |
| Gemeinde        | Status       | Herkunft Kleingebiet | 01.10.2011    | 01.01.2013    | 01.01.2016    | 01.01.2016   | Bevölkerungs- dichte (Ew./km²) |
| --------------- | ------------ | -------------------- | ------------- | ------------- | ------------- | ------------ | ------------------------------ |
| Balkány         | Stadt        | Nagykálló            | 6.387         | 6.468         | 6.413         | 90,00        | 71,3                           |
| Biri            | Gemeinde     | Nagykálló            | 1.395         | 1.424         | 1.417         | 22,59        | 62,7                           |
| Bököny          | Gemeinde     | Nagykálló            | 3.195         | 3.221         | 3.098         | 35,47        | 87,3                           |
| Érpatak         | Gemeinde     | Nagykálló            | 1.646         | 1.692         | 1.673         | 31,33        | 53,4                           |
| Geszteréd       | Gemeinde     | Nagykálló            | 1.744         | 1.761         | 1.744         | 33,51        | 52,0                           |
| Kállósemjén     | Großgemeinde | Nagykálló            | 3.598         | 3.600         | 3.571         | 54,52        | 65,5                           |
| Nagykálló       | Stadt        | Nagykálló            | 9.702         | 9.469         | 9.211         | 68,52        | 134,4                          |
| Szakoly         | Gemeinde     | Nagykálló            | 2.736         | 2.795         | 2.724         | 41,44        | 65,7                           |
| Kreis Nagykálló |              |                      | 30.403        | 30.430        | 29.851        | 377,38       | 79,1                           |